# Ричардсон, Патриция
Патри́ция Касл Ри́чардсон (англ. Patricia Castle Richardson; род. 23 февраля 1951) — американская актриса кино и телевидения наиболее известная по роли в ситкоме «Большой ремонт» (1991—1999).

## Ранняя жизнь
Ричардсон родилась в Бетесда, Мэриленд, в семье Мэри Элизабет (урождённая Ховард) и Лоуренса Ричардсона Бакстера. В 1973 году она закончила Southern Methodist University, где также учились её друзья Бет Хенли, Стивен Тоболовски, с которыми впоследствии они появились вместе на экране.

## Карьера
Свою карьеру Патриция Ричардсон начала на Бродвее как дублерша Анджелы Лэнсбери в мюзикле Gypsy: A Musical Fable, и в конечном счете появилась в ещё нескольких театральных постановках. Она также снялась в нескольких фильмах и сериалах до своего прорыва в 1991 году с ролью в ситкоме «Большой ремонт» за участие в котором она получила четыре номинации на премию «Эмми» и две номинации на «Золотой глобус».
Она снялась в фильме «Золото Ули» за которую получила номинацию на премию «Независимый дух» в 1997 году. После завершения сериала в 1999 она снялась в нескольких фильмах а также была приглашенной звездой в первом сезоне сериала «Закон и порядок: Специальный корпус», а в 2002 году начала сниматься в сериале «Сильное лекарство», который она покинула в 2005 году.
С 2005 по 2006 год она снималась в политическом сериале «Западное крыло». В последние годы актриса в основном делает редкие появления на телевидении, а также снимается в независимом кино.